# Villino Elena e Maria

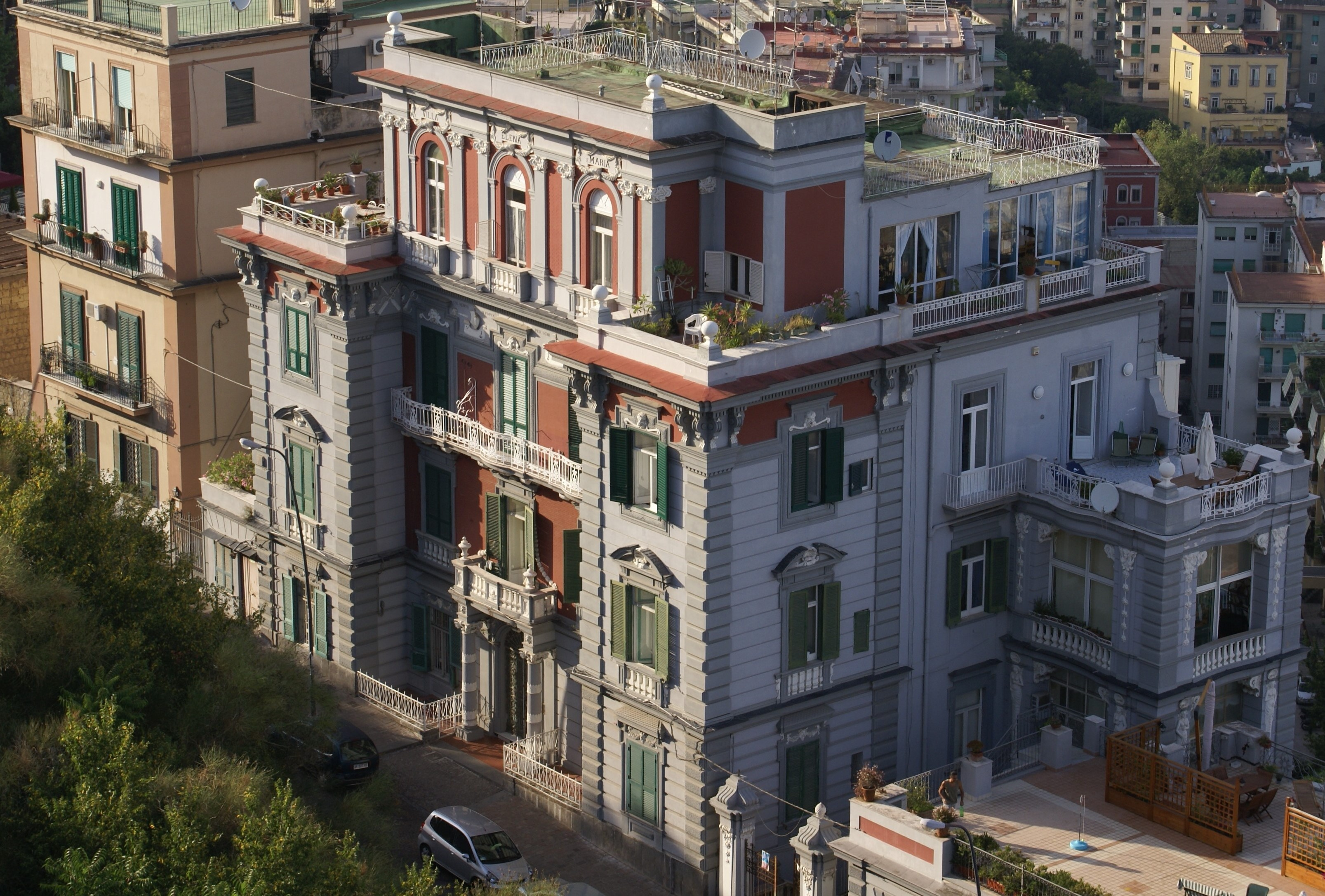
Villino Elena e Maria in Neapel

Der Villino Elena e Maria ist ein kleiner Jugendstilpalast aus den 1900er-Jahren im Viertel San Giuseppe von Neapel in der italienischen Region Kampanien. Er liegt am Largo San Martino, 41.

## Geschichte und Beschreibung
Das Gebäude wurde 1904 nach Plänen des Bauingenieurs Michele Capo und des Architekten Ettore Bernich errichtet. Sie hatten es im damals in Neapel vorherrschenden Jugendstil entworfen, aber das Haus zeigt auch zahlreiche eindeutig eklektische Details, angefangen beim Portal und den pompösen Verzierungen.

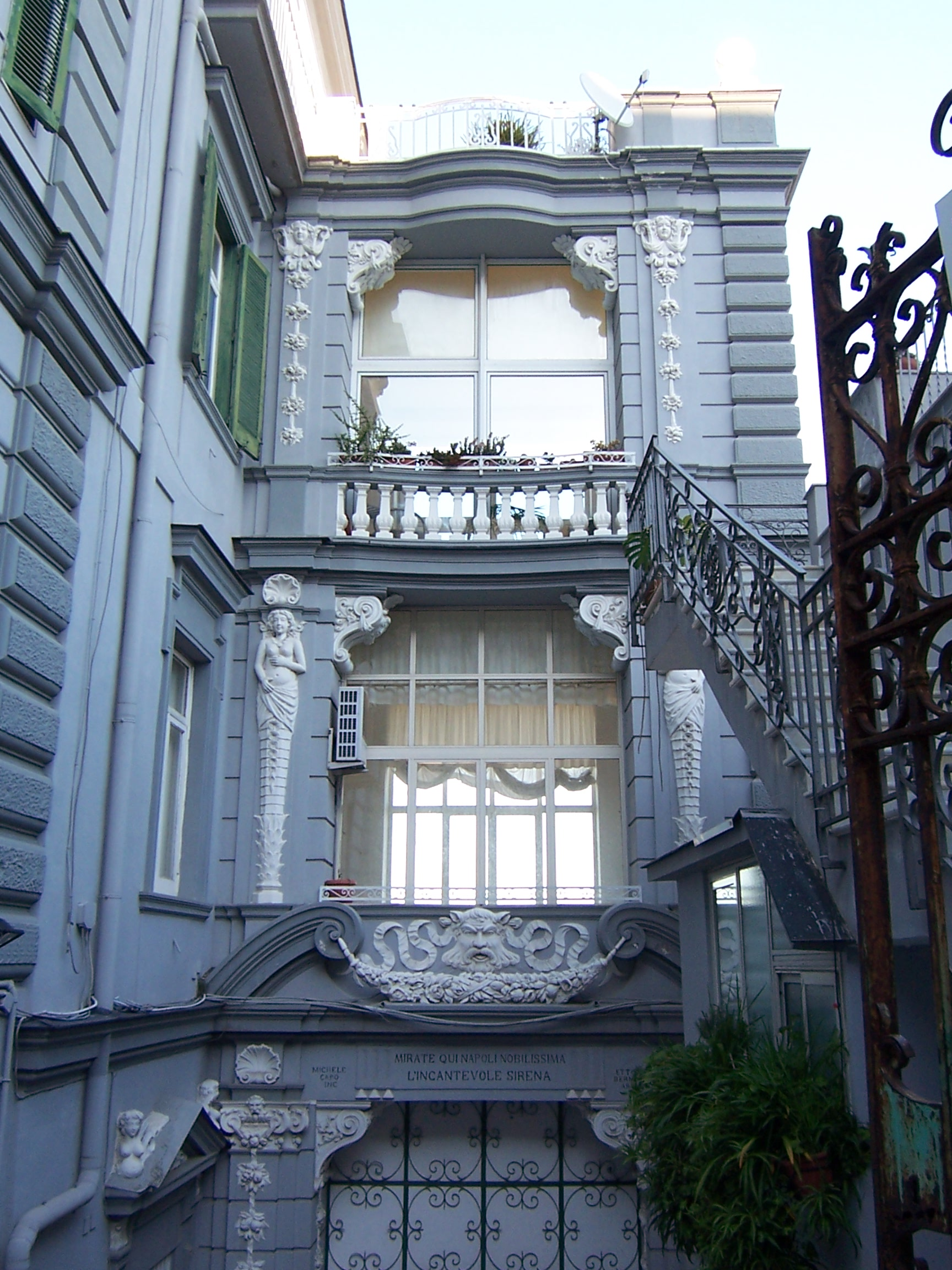
Das Treppenhaus

Das Gebäude, das am Beginn der Esplanade von San Martino liegt, hat zwei Stockwerke und einen kleinen Söller aufgesetzt. Der mittlere Teil im Jugendstil mit Balkonen in fein ausgearbeiteten Motiven in Schmiedeeisen bildet einen scharfen Kontrast mit den beiden Seitenflügeln in klassizistischem Stil. Diese Kontraste sind typisch für den eklektischen Stil der Villa. Fein ausgearbeitet (passend zum floralen Trend) sind auch die Eisenelemente, die sich an den Balkonen, aber auch am Geländer der Außentreppe, wiederfinden. An der Fassade befinden sich Inschriften und Stuckarbeiten im nautischen Stil, während der Nebeneingang an Hausnr. 43 besondere Aufmerksamkeit erregt: Er ist reich an verschwenderischen, eklektischen Stuckverzierungen und trägt eine weitere Inschrift, die zum „Bewundern der bezaubernden Meerjungfrau“ einlädt.